# MFE – MediaForEurope
Die MFE – MediaForEurope N.V., bis Ende 2021 Mediaset S.p.A., ist ein niederländisches Medienunternehmen mit Verwaltungssitz im italienischen Cologno Monzese bei Mailand und Rechtssitz in Amsterdam.
Das Unternehmen wird von der italienischen Holding Fininvest kontrolliert und ist der größte Anbieter für kommerzielles Fernsehen in Italien und Spanien. Es hält je 100 Prozent der Anteile von Mediaset Italia und Mediaset Espana sowie 29,99 Prozent an ProSiebenSat.1 Media SE.
MFE ist an der Borsa Italiana im Aktienindex FTSE Italia Mid Cap als MFE A (nicht-konstituierende Aktien) und MFE B (konstituierende Aktien) gelistet.

## Geschichte

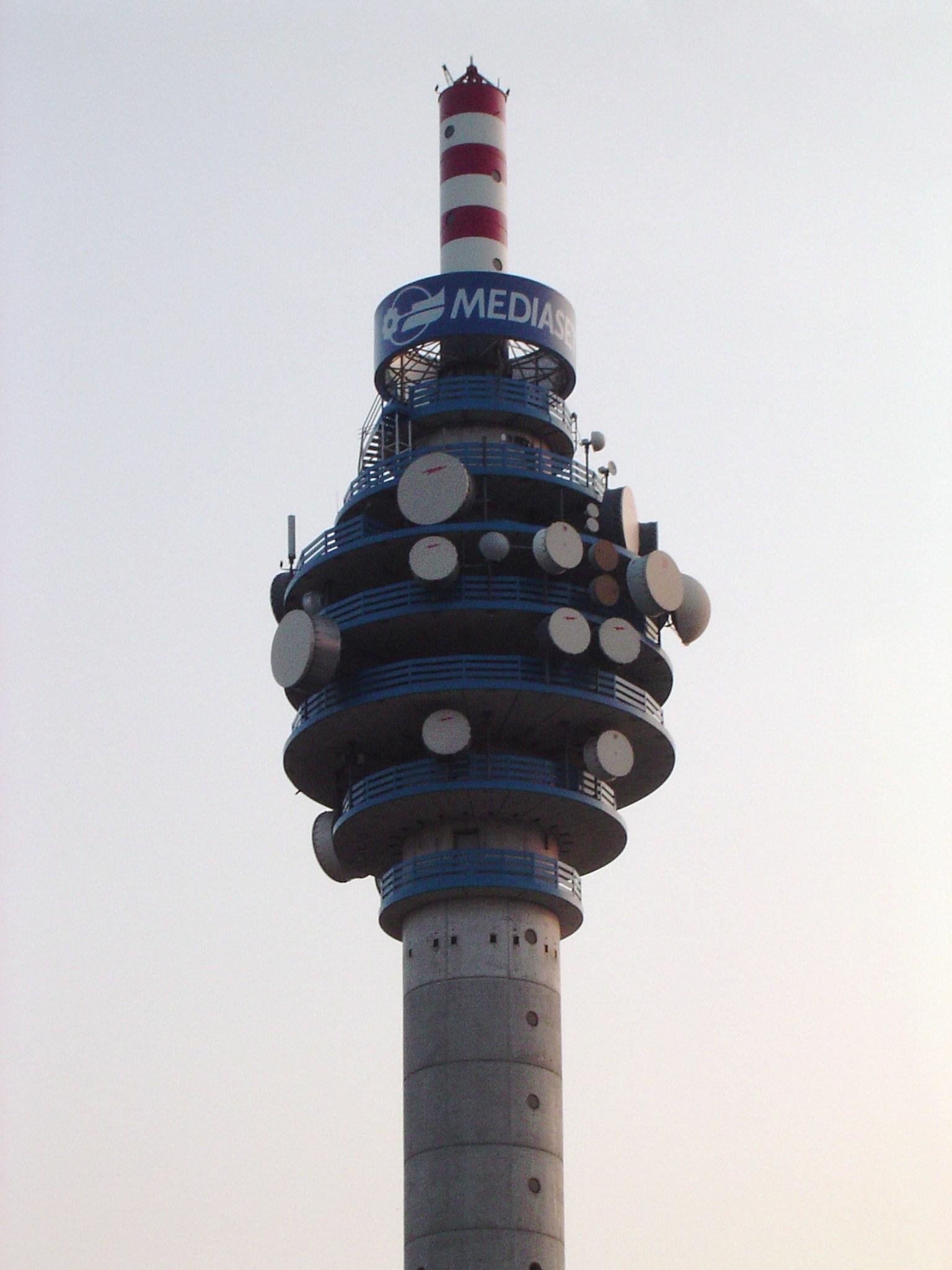
Sendeturm in Cologno Monzese bei Mailand

Die Mediengruppe Mediaset wurde 1978 von Silvio Berlusconi als Tochtergesellschaft der Holding Fininvest gegründet. Das Unternehmen war die erste private Sendergruppe, die in ganz Italien ein einheitliches Programm ausstrahlte.
Der Firmensitz befindet sich in Cologno Monzese in Mailand, wo auch das Hauptzentrum für die Fernsehproduktionen liegt. Weitere Produktionsstätten befinden sich im Stadtviertel Milano 2 (Segrate) und in Rom. Mediaset ist auch in Spanien tätig, wo sie über die Tochtergesellschaft Mediaset Investimenti 50,13 % am Fernsehsender Telecinco hält, der von Berlusconi mitgegründet wurde und mittlerweile der größte Fernsehsender auf dem spanischen Markt ist. Zudem hielt Mediaset auf dem deutschen Markt über 25 % der Anteile an ProSiebenSat.1 Media, der Muttergesellschaft von ProSieben und Sat.1.
Mediaset kontrolliert unter anderem auch eine der weltgrößten Werbeagenturen, die vor allem, aber nicht ausschließlich, Werbung für das Fernsehen produziert. Die größten Gesellschaften sind Publitalia 80 (für den italienischen Markt), Publiespaña (für Telecinco) und Publieurope (für alle weiteren Märkte).
Seit dem 1. Dezember 2003 überträgt Mediaset auch in den Formaten DTT oder DVB-T, über einen Decoder und seit August 2005 auch über einen zweiten Decoder.
Regulär dürfen nur zwei der Mediaset-Sender in Italien gesendet werden, Canale 5 und Italia 1. Über die Position von Rete 4 wird seit 20 Jahren diskutiert, da eine zu starke Monopolstellung von Mediaset befürchtet wird. Mediaset hat außerdem HSE24 erworben (mittlerweile verkauft), den kostenlosen, digital empfangbaren Kinderkanal Boing gegründet und mit Mediaset Premium ein Pay-per-view-Angebot geschaffen.
Im Dezember 2021 verlegte das Unternehmen seinen Rechtssitz nach Amsterdam und firmiert nun als MFE - MediaForEurope N.V.
Nachdem die MFE im November 2022 ihre Position bei ProSiebenSat.1 Media über Finanzinstrumente weiter auf bis zu mehr als 29 % ausgebaut hatte, meldete sie im Dezember des Jahres bei der österreichischen Bundeswettbewerbsbehörde den „Erwerb von faktischer alleiniger Kontrolle an ProSiebenSat.1 Media SE“ zur Prüfung an. Die Kommission zur Ermittlung der Konzentration im Medienbereich hatte gegen die Erhöhung auf 26,6 Prozent medienkonzentrationsrechtlich keine Bedenken. Bei Überschreiten der Schwelle von 30 % der Stimmrechte ist ein Übernahmeangebot vorgeschrieben.

## Kritik und Kontroversen
Der Europäische Gerichtshof in Luxemburg hat am 15. Juni 2010 ein Urteil gefällt, das für den Konzern Mediaset die Rückzahlung staatlicher Beihilfen anordnet. Das kann eine dreistellige Millionensumme ausmachen. Es geht um Subventionen zum Kauf von Decodern für den Empfang digital-terrestrischer ausgestrahlter Programme.
Wegen einseitiger Berichterstattung insbesondere in Wahlkampfzeiten wurde die Gruppe Mediaset kritisiert. Die Sendung Studio Aperto wurde deswegen von der italienischen Medienregulierungsbehörde zu einer Geldstrafe von 100.000 Euro verurteilt, die Sendung TG4 des Senders Rete 4 muss 200.000 Euro zahlen.

## Gesellschaften der Unternehmensgruppe MFE – MediaForEurope
- Endemol (2007–2016)
- Mediafriends (gGmbH)
- Publieurope

### Mediaset S.p.A. (Italien)
- Publitalia '80
- Reti Televisive Italiane (RTI)
- Videotime
- Elettronica Industriale
- Mediavivere (produziert die Seifenopern für Canale 5)

#### Kanäle (Vollprogramm)
- Canale 5
- Italia 1
- Rete 4

#### Satellitenkanäle
- Mediaset Plus

Verbreitung am 1. Januar 2006 eingestellt:
- MT Channel, ehemals über Pay-TV-Plattform Tele+/Sky Italia.
- Happy Channel, ehemals über Pay-TV-Plattform Tele+/Sky Italia.
- Duel TV, ehemals über Pay-TV-Plattform Stream TV/Sky Italia.
- Italia Teen TV, ehemals über Pay-TV-Plattform Sky Italia.

Verbreitung eingestellt am 31. Juli 2003 (nach Fusion von Stream TV und Tele+ zu Sky Italia):
- Comedy Life, ehemals über Pay-TV-Plattform Stream TV.

#### Digitale Fernsehkanäle
- Boing
- Iris
- La 5
- Mediaset Extra
- For You
- Italia 2
- Cartoonito
- TgCom 24

#### Pay-TV
- Mediaset Premium

#### Radiosender
- RadioMediaset

mit Radio Studio 105, Radio Monte Carlo Italia, Virgin Radio Italy, Radio Subasio, Radio Aut

### Mediaset España Comunicación, S. A. (Spanien)
- Publiespaña

#### Kanäle (Vollprogramm)
- Telecinco
- Cuatro

### ProSiebenSat.1 Media SE Deutschland
- ProSiebenSat.1 Media SE

## Anteilseigner
(Stand: Oktober 2024)
- Fininvest: 48,6 %
- Simon Fiduciaria S.p.A.: 18,5 %
- Vivendi: 4,45 %
- Eigene Aktien: 2,7 %
- Streubesitz: 25,8 %

(Summe: 100,05 %)